# Lyonetia pulverulentella
Lyonetia pulverulentella is een vlinder uit de familie sneeuwmotten (Lyonetiidae). De wetenschappelijke naam is voor het eerst geldig gepubliceerd in 1839 door Zeller.
De soort komt voor in Europa.